# 微量元素
この記事では、微量元素（びりょうげんそ）について説明する。

## 地球科学における微量元素
地球科学において微量元素 (minor element) とは、自然界（一般的には地殻内）に多く存在する元素（主要元素 (major element) ともいう。）に対して、ppm単位以下の微量にしか存在しない元素を指す地球化学の概念的用語であり、厳密な定義があるわけではない。
一般的には、主要元素は、地殻中の元素の存在度でいうところの上位に位置する、酸素、ケイ素、アルミニウム、鉄、カルシウム、ナトリウム、カリウム、マグネシウム、チタン、マンガン、リン（これに非金属元素である炭素、水素、窒素、塩素、硫黄を含める場合もある）を指し、これら以外の岩石中の成分を微量元素とすることが多い。

## 生物学における微量元素
生物学において微量元素 (trace element) とは、生命活動に不可欠な元素のうち生物の体内に保持されている量が比較的少ない元素のこと。一般に、生体含有量が鉄以下の元素を指す。さらに、微量ながら生命活動に欠かせない元素を「必須微量元素」と呼び、ヒトにおいては鉄、亜鉛、銅、マンガン、ヨウ素、セレン、モリブデン、クロムおよびコバルトが知られている。ミネラルを参照。